# マヤ (インド神話)
マヤ（Maya）は、インド神話に登場するアスラである。マヤースラ（Mayāsura）とも言う。ダーナヴァ族である。マヤはダーナヴァの王ヴィプラチッティの子で、ヴァジュラカーマー、マンドーダリーの父にあたる。娘マンドーダリーは後に羅刹王ラーヴァナの妃となった。アスラ族における建築家、技術者であり、ユディシュティラのために集会場をインドラプラスタに建設したとされる。
アルジュナとクリシュナが火神アグニの要請でナーガ王タクシャカが住むカーンダヴァの森を焼いたとき、森の中にいたマヤは慌てて逃げようとした。これを見たアグニとクリシュナはマヤを殺そうとした。しかしマヤがアルジュナに助けを求めると、アルジュナはマヤの安全を約束したので、アグニもクリシュナもマヤを殺すことを思いとどまった。マヤは感謝し、アルジュナのために何か出来ることをしたいと申し出た。アルジュナはマヤに友情以外に何も望まなかった。しかしマヤは納得しなかったので、アルジュナはクリシュナのために何かして欲しいと言った。そこでクリシュナは考えて、ユディシュティラのためにすばらしい集会場を建設することを願った。
マヤはキンカラたち（ラークシャサ族の1派）を率いて同じダーナヴァ族のアスラ王ヴリシャパルヴァンの集会場（カイラス山北方、マイナーカ山の近くにあるとされる）から建設材料を取ってきた。またビーマのためにマンダートリ王の棍棒を、アルジュナのために水神ヴァルナの大法螺デーヴァダッタを持ち帰って与えた。そしてキンカラたちとともに今まで誰も目にしたことがない、神秘的な意匠に満ちた集会場を建設し、8千人のキンカラにこれを警備させた。

## トリプラ
マヤは３つの町「トリプラ」(Tripura)を作り上げるほどの優秀な建築家であった。トリプラは繁栄を極め、力で持って三界（天界、空中界、地上界）を支配した。トリプラのうち２つの町は空と天界から世界を支配した。これに対しシヴァが３つの町トリプラを破壊しようとした。しかし、マヤはこの破壊を退けくべくシヴァ神を信仰することとした。こうしてマヤの力によってトリプラは守られたという。だがしかしトリプラースラの時代にトリプラは破壊されて三界支配も終焉してしまう。